# Al-Busajra
Al-Busajra (arab. البصيرة) – miasto w Syrii, w muhafazie Dajr az-Zaur. W 2004 roku liczyło 6199 mieszkańców.